# Marco Faustini
Marco Faustini  (Venecia, 17 de mayo de 1606 – 7 de enero de 1676), fue un empresario teatral italiano del siglo XVII dedicado a la ópera, hermano del libretista Giovanni Faustini. Su actividad empresarial se desarrolló en los teatros musicales más importantes de la época de Venecia (Italia), donde contó con la colaboración de los grandes compositores y libretistas del momento.
Aunque hasta hace poco tiempo se pensaba que su carrera como empresario empezó con la muerte de su hermano Giovanni Faustini, esto no responde a la realidad: las documentaciones acreditan que comenzó su carrera como empresario en el verano de 1651 (o incluso antes), en el Teatro Sant Apollinare de Venecia.
Además de estar presente en San Apollinare (1651 – 1657); este contratista italiano se encuentra también en otros teatros: Teatro San Cassiano (1657 – 1660), Teatro Santi Giovanni e Paolo (1660 – 1668), probablemente este último con un descanso entre 1663 y 1665.
Marco Faustini trabajó con los más importantes compositores de la época (Francesco Cavalli, Pietro Andrea Ziani, Antonio Cesti) y fue capaz de atraer a algunos de los cantantes más importantes de Italia, incluyendo a Anna Renzi, Antonia Coresi y Vienza Giulia Masotti. Además, este empresario produjo nuevos libretos de Aurelio Aureli, Francesco Piccoli, Nicolò Minato, Beregan, P. A. Zaguri y Cristoforo Ivanovich, así como varios trabajos sin terminar de su hermano Giovanni Faustini.

## Empresario
Heredó de su hermano cinco libretos sin concluir debido a su muerte prematura con tan solo 36 años de edad el 19 de diciembre de 1651, cuando estaba preparando la segunda temporada de ópera de este teatro ya que la primera había sido un éxito, Marco Faustini adquirió la dirección del teatro. Al año siguiente, arrendó la sala durante dos temporadas, para luego volver pero con muchas dificultades entre 1654 y 1657.
Los libretos inéditos que Giovanni Faustini había dejado a su muerte representaron una valiosa propiedad para su hermano, un novel empresario que empezó a realizar este trabajo a mediados del siglo XVII, una época de intensa competencia en el mundo teatral. Con estos textos heredados pudo tener un stock comercial con el material suficiente para varias temporadas, espacio de tiempo en el cual pudo comenzar la puesta en marcha de libretos por su propia cuenta. Existen evidencias de que sus motivos eran económicos y emocionales, y que su carrera de empresario era esencialmente una forma de promover la reputación de su hermano. Parte de su estrategia fue la elaboración de una imagen de “poeta frenético” que su hermano Giovanni había iniciado.
El legado de Giovanni también fue un beneficio para la impresión de sus libretos póstumos. Probablemente eran los que estaban a ganancias de las ventas, ya que el autor no vivía. Fue también su interés de mantener vivo el mito de Faustini, para conectar la obra póstuma a través de una imagen romántica del genio llevado al éxito pasado de Faustini. Sin duda, estas fueron las razones por las cuales invocó, en vida, toda la lista de óperas de su hermano, con el título y número en las publicaciones póstumas.
Como resultado, las obras de Giovanni Faustini sobrevivieron más allá de la expectativa normal de los libretos del momento, que una vez utilizados se consideraban viejos.
Entre los papeles de Faustini (en la Scuola Grande di San Marco), incluyendo las cartas de los cantantes, libros de cuentas y contratos, representan el repositorio de información más completa sobre la producción de la ópera veneciana de la época.

## Faustini en San Apollinare (1651 – 1657)
Cuando su hermano murió, adquirió de forma arrendada el teatro durante diez años como se desprende de la redacción de su contrato del 25 de octubre de 1655, que era de a partir de junio del año siguiente. Las condiciones de alquiler fueron para cumplir con el contrato de arrendamiento hecho por su hermano Giovanni Faustini el 19 de mayo de 1650. Marco tenía derecho a tan solo la mitad del teatro, siendo la otra mitad de uno de sus propietarios originales: Francesco Ceroni, con quien litigió continuadamente Faustini hasta 1657, cuando abandonó San Apollinare por San Cassiano.
Marco Faustini logró mantener las temporada regular de ópera en San Apollinare durante varios años después de la muerte de Giovanni, produciendo un total de cinco óperas: una sobre un libreto de su hermano y dos de cada uno de los nuevos libretistas con los que trabajaría: Castoreo y Aureli. En cuanto a la música, Francesco Cavalli, que colaboraba regularmente con Giovanni, parece que se resistió a trabajar con Marco, que fue capaz de asegurar sus servicios para solo una de las óperas: Erismena, y tuvo que recurrir a compositores con menos experiencia que los otros: Francesco Lucio, un veterano de un par de temporadas, para Pericle Effeminato (1653) y Pietro Andrea Ziani, un principiante para las otras tres.
A pesar del éxito de Erismena, Marco Faustini evidentemente se encontró en San Apollinare tan incómodo como su hermano. Así se fue al Teatro San Cassiano en 1657 como antes se ha dicho, debido a las luchas costosas con Ceroni, uno de los propietarios, firmando un contrato con los hermanos Tron el 5 de mayo de 1657 para gestionar su teatro durante diez años, un contrato que claramente no cumplió. 

## Faustini en San Cassiano (1657 – 1660)
Este mismo día del 5 de mayo de 1657, Marco formó una sociedad junto con Corraro, Duodo y Polifilo Zuancarli, quienes habían sido sus socios en San Apollinare para producir ópera. Probablemente San Cassiano habría cumplido las esperanzas de Giovanni de ser un “teatro más majestuoso”, como escaparate para sus obras posteriores.
De Antioco (1658- 59) y Elena (1659 – 1660), dos de las tres obras que produjo durante su breve estancia en San Cassiano, Marco fue capaz de asegurar los servicios de Cavalli y Minato, que habían estado colaborando en la Giovanni y Paolo durante las dos temporadas anteriores. Solo el primero de los libretos de Minato era original, sin embargo, Elena fue un arreglo de un trabajo que formaba parte del legado de Giovanni Faustini. Ya que no se había incluido en su lista Oristeo, y puesto que había sobrevivido evidentemente en un estado muy incompleto, Elena fue probablemente uno de los últimos proyectos de Faustini.
Marco Faustini mantuvo el legado de los libretos de Giovanni en la reserva, y después de haber guardado las obras de su hermano de cinco años, es probable que pusiese el boceto de Elena a disposición de Minato, que pudo haber sido demasiado presionado para escribir un texto totalmente nuevo para 1659, después de haber escrito Antioco, en la temporada anterior. En el siguiente año, el Marco itinerante se trasladó una vez más con su compañía, esta vez de forma permanente, hacia el más majestuoso de todos los teatros de Venecia, San Giovanni e Paolo. Allí finalmente trataría de producir el resto de las obras de su hermano.

## Faustini en San Giovanni e Paolo (1660 – 1668)
Esta década fue un cambio radical en la estructura política de la ópera, dominada por dos teatros: el Teatro de San Salvatore en San Luca (abierto en 1661) y el gran teatro San Giovanni e Paolo. San Giovanni e Paolo había funcionado continuamente desde su inauguración en 1639 (único teatro que cumple esta característica), y es aquí donde llega Marco Faustini en la década de 1660, donde inició una nueva oleada de actividad, obteniendo como resultado en los doce años sucesivos dos óperas por temporada. En este clima competitivo existente entre San Giovanni y el nuevo San Salvatore, surgió la primera temporada de Marco Faustini en San Giovanni e Paolo.
En 1661 en San Giovanni e Paolo se decidió montar dos óperas, lo que llevó a hacer lo mismo en San Salvatore. En lugar de dividir la temporada en dos partes habituales, con una ópera para cada una, sus dos óperas se plantearon para alternase con regularidad, pero una tuvo que esperar dos semanas más que la otra para producir su estreno. Los esfuerzos por mantener este ritmo de dos óperas por temporada era difícil: negociaciones con cantantes, libretistas y compositores, y todo esto unido a la competencia existente fuera de Venecia.
La competencia de este periodo incrementó el valor demostrado de cada libretista, compositor y cantante. El papel de Faustini fue importante en este ámbito, destacando la delicadeza minuciosa de las negociaciones, donde se vio obligado a comprometerse para obtener los servicios de Cesti y Ziani. El mismo Cesti, no escribiría la primera ópera asociado a Faustini hasta 1666 y además, una vez realizado el contrato, Faustini daría marcha atrás en sus promesas, retirando la contratación de ciertos cantantes. Por otro lado, Ziani había trabajado con bastante regularidad desde 1657 en San Apolinare, fue el más difícil de conseguir. Constantemente le reprochó al empresario veneciano lo difícil que era cobrar sus honorarios. En el caso de Cavalli, aceptaría las condiciones que Faustini le propuso para trabajar juntos pero aceptando trabajar para una ópera y no para dos, debido a la falta de tiempo.
Posteriormente, la frustración de Faustini sería mayor en 1665, cuando Cavalli se encontraba demasiado ocupado en otra ópera para este teatro y a la vez se trasladó a San Salvatore, donde rápidamente compuso dos óperas nuevas: Mutio Scevola (1665) y Pompeo Magno (1666). Esta necesidad de producir dos óperas por temporada contando con limitados libretistas hizo que los empresarios explotasen cualquier texto que cayera en sus manos y eso fue lo que en determinadas temporadas tuvo que hacer Marco. En otras temporadas logró convencer a otros como Counts Zaguri en 1660, Nicolò Beregan en 1661 y Cristoforo Ivanovich en 1663.
En estas condiciones no es de extrañar la necesidad de recurrir al legado de Giovanni Faustini, material que propició un gran rendimiento también en esta década de los 1660. Sin embargo, estos libretos eran cada vez más antiguos y al no evolucionar como lo hizo esta plaza operística, y no es de extrañar que las obras de Faustini tuvieron que ser modernizadas si querían tener éxito en el escenario, pero esto ya había sido necesario en el primer libreto de Giovanni Faustini llevado a cabo a título póstumo: Eupatra (1655), donde en las variaciones se da más importancia a la trama, disminuye la importancia de las divinidades y aumenta el número de arias. Pero Marco se sentía incómodo modificando las obras de su hermano, consideradas algo sacrosanto.
El problema que se planteó a Faustini cuando intento producir otros dos libretos póstumos de su hermano: Medea placata, en San Giovanni e Paolo en 1662 fue evidente, ya que ninguna revisión hacía el trabajo viable y al final se retiró cuando ya estaba siendo ensayada por ser “desagradable a los oyentes”, siendo sustituida por Gli scherzi di Fortuna de Aureli y Ziani que tuvo su estreno a finales de enero. La retirada de Medea placata, apenas resolvió las dificultades de Faustini, ya que tuvo que realizar un parón entre 1663 y 1665 por una crisis, siendo esta intensificada por la reapertura de San Cassiano y San Moisè durante 1666 para producir dos óperas cada uno y San Moisè otra más en 1667, aumentando la competencia en la oferta de libretistas, compositores y cantantes.
En 1666 Faustini se esforzó por mover el día del inicio de la temporada del tradicional San Esteban (26 de diciembre) a Santa Lucía (14 de diciembre), como intento de tomar la iniciativa ante sus competidores. Ante esta mayor competencia, el empresario estaba más ansioso de lo normal en explotar su patrimonio, a pesar del fracaso de Medea placata, planteó el renacer de uno de los primeros libretos de Giovani Faustini: Doriclea, que tenía ya más de 20 años. Al final, con similar resultado, Marco no acabó quemado con el mito de Faustini, intentado de nuevo en 1667 producir dos libretos: Alciade y Meraspe (estas obras eran junto a Eupatra aquellas que Giovanni quería llevar a escena en un lugar más apropiado en 1651, con un teatro mayor).
Parece ser que finalmente se llevó a cabo Alciade en 1667, compartiendo escenario con la obra de Cesti y Apollonis: Dori Meraspe; pero la obra de Giovanni Faustini sufrió pocas variaciones para las que en este momento habrían sido necesarias, criticándose por ser un discurso largo y aburrido, que había que evitar en Venecia. Pocos después Faustini se rodearía de deudas y agotaría su aportación a la vida operística. Aun así, San Giovanni e Paolo fue un teatro donde Marco Faustini pasó un periodo más largo de tiempo.
Las mismas condiciones que le permitieron entrar en este mundo le habían conducido a su retirada. Entró para salvar la imagen de su hermano en 1651, y el género operístico en continuo avance, tras su primera experiencia como empresario, pronto le absorbería para convertirse en su completa dedicación, pasando de unos pequeños gastos en San Apollinare cubiertos con altos ingresos para luego ir a San Cassiano y San Giovanni e Paolo, donde aumentaron los gastos (sobre todo en honorarios de los cantantes) que no eran tan fácil de recuperar
El montaje operístico había asumido un grado de complicación que Faustini no pudo prever al inicio de su carrera y en 1667 estaba agotado y así concluiría su aportación al género operístico.